# Moun Né de Cauterets, pic de Cabaliros
Moun Né de Cauterets, pic de Cabaliros este o arie protejată (sit de importanță comunitară — SCI) din Franța întinsă pe o suprafață de 3.703 ha, integral pe uscat.

## Localizare
Centrul sitului Moun Né de Cauterets, pic de Cabaliros este situat la coordonatele 42°55′27″N 0°08′32″W / 42.92417°N 0.14222°V.

## Înființare
Situl Moun Né de Cauterets, pic de Cabaliros a fost declarat arie specială de conservare în baza directivei 92/43 din 1992 referitoare la conservarea habitatelor naturale și a faunei și florei sălbatice pentru a proteja 1 specie de plante și 5 specii de animale.

## Biodiversitate
Situată în ecoregiunea alpină, aria protejată conține 20 de habitate naturale: Pajiști alpine și boreale, Pajiști silicioase din Pirinei cu Festuca eskia, Pajiști alpine și subalpine calcaroase, Liziere de ierburi înalte hidrofile de câmpie și de nivel montan până la alpin, Fânețe montane, Grohotișuri silicioase de la nivelul montan până la nivelul zăpezii (Androsacetalia alpinae și Galeopsietalia ladani), Grohotișuri termofile și vest-mediteraneene, Pante stâncoase silicioase cu vegetație casmofită, Roci stâncoase cu vegetație pionieră de Sedo-Scleranthion sau Sedo albi-Veronicion dillenii, Pajiști uscate europene, Formațiuni ierboase bogate în specii de Nardus, dezvoltate pe substraturi silicioase în zone montane (și în zone submontane, în Europa continentală), Pante stâncoase calcaroase cu vegetație casmofită, Păduri pe pante, grohotișuri și ravene de Tilio-Acerion, Turbării active, Pajiști uscate seminaturale și facies de acoperire cu tufișuri pe substraturi calcaroase (Festuco-Brometalia) (* situri importante pentru orhidee), Pajiști cu Molinia pe soluri calcaroase, turboase sau argilos-nămoloase (Molinion caeruleae), Păduri de fag acidofile atlantice, cu subarboret de Ilex și, uneori, de asemenea, Taxus, la nivelul arbuștilor (Quercion robori-petraeae sau Ilici-Fagenion), Izvoare petrifiante cu formare de travertin (Cratoneurion), Mlaștini alcaline, Pajiști calaminariene cu Violetalia calaminariae.
La baza desemnării sitului se află mai multe specii protejate:
- plante (1): Androsace pyrenaica
- mamifere (5): Galemys pyrenaicus, liliac cu urechi de șoarece (Myotis blythii), liliac comun (Myotis myotis), liliacul mare cu potcoavă (Rhinolophus ferrumequinum), liliacul mic cu potcoavă (Rhinolophus hipposideros)

Pe lângă speciile protejate, pe teritoriul sitului au mai fost identificate 5 specii de plante, 8 specii de păsări, 1 specie de amfibieni.